# Marvel: Sfida dei campioni
Marvel: Sfida dei campioni (Marvel Contest of Champions) è un videogioco per dispositivi mobili sviluppato da Kabam, uscito il 10 dicembre 2014 per iOS e Android.
Si tratta di un gioco in stile picchiaduro, in cui i protagonisti degli scontri sono personaggi provenienti dall'Universo Marvel.
Il gioco si basa sugli avvenimenti della serie Marvel Super Hero Contest of Champions, pubblicata da Marvel Comics a partire dal giugno 1982, fino ad agosto dello stesso anno.

## Modalità di gioco
Il gameplay offre una grafica 3D su un piano bidimensionale. Il giocatore può scegliere tra diversi tipi di attacchi durante il combattimento: leggero, medio o pesante. La combo più efficace è quella composta da 5 colpi: medio-leggero-leggero-leggero-medio. A differenza di altri giochi picchiaduro, il contatore combo si resetta solamente se si viene colpiti dall'avversario, e non quando si smette di colpirlo. Si può inoltre schivare e parare i colpi dell'avversario, ed effettuare una “parata perfetta” se eseguita col giusto tempismo. Ogni personaggio ha accesso a tre diversi attacchi speciali, utilizzabili una volta raggiunta una determinata soglia di potere, ottenuto mettendo a segno colpi durante lo scontro.
Ciascun personaggio appartiene ad una delle sei classi presenti nel gioco: scientifica, mistica, cosmica, tecnica, mutante e talento, e a seconde della classe di appartenenza dell'avversario riceverà un bonus o un malus (ad esempio, i campioni cosmici hanno un vantaggio su quelli tecnici, quelli tecnici sui mutanti, i mutanti sui campioni talento ecc.). In alcune missioni, l'utilizzo di un campione appartenente ad una particolare classe permetterà al giocatore di aprire dei "cancelli" che bloccano il percorso, in modo da proseguire. Esiste inoltre una classe Combinato, a cui appartengono solo personaggi non giocanti che hanno un vantaggio sui campioni di tutte le altre classi.
Ulteriori bonus in combattimento possono essere ottenuti dal giocatore mettendo nello stesso team personaggi che godono di particolari sinergie (come, ad esempio, i membri dei Fantastici Quattro); l'ampiezza del team varia da un minimo di 1 a un massimo di 5 personaggi, in base al livello del giocatore e al tipo di missione.
Tutti i personaggi possono essere potenziati dal giocatore utilizzando Oro, Catalizzatori e un particolare infuso chiamato “ISO-8”; tutte queste risorse possono essere ottenute completando missioni specifiche.
Non sono presenti battaglie in multigiocatore online in tempo reale: sono invece disponibili scontri asincroni con personaggi di altri giocatori mossi dall'intelligenza artificiale.

## Missioni
All'interno del gioco sono presenti diversi tipi di missione: per completarle il giocatore deve utilizzare dell'energia, che si ripristina col passare del tempo o utilizzando delle ricariche.

### Missioni Storia
Il giocatore è chiamato a vestire i panni dell'Evocatore, e, al fianco del Collezionista, deve liberare l'Altrocosmo dal malvagio Kang il Conquistatore. Per fare ciò, l'Evocatore è chiamato a liberare gli eroi Marvel intrappolati nei cristalli. La storia si articola in 6 atti nel primo volume e 2 nel secondo, ammontando a 9 atti, ciascuno dei quali contiene 4 capitoli da 6 missioni ciascuno. Negli atti più avanzati, quasi ogni missione avrà anche 3 boss.

### Missioni evento
Mensilmente Kabam rende disponibili delle missioni speciali che accompagnano l'uscita all'interno del gioco di due nuovi personaggi, che solitamente svolgono il ruolo di boss nell'ultimo capitolo.
Queste missioni offrono premi speciali, e sono disponibili in 5 diverse difficoltà: Facile, Normale, Difficile, Maestro e Incollezionabile.
Per poter accedere alla difficoltà Incollezionabile, il giocatore deve aver raggiunto il livello 40 ed aver completato il secondo capitolo del quinto atto della storia.

### Missioni giornaliere
In queste missioni, che vengono resettate ogni giorno, il giocatore può ottenere oro e catalizzatori per potenziare i propri personaggi.

### Missioni speciali
All'interno di questa sezione del gioco si trovano le missioni più difficili dell'intero gioco, dove i nemici da affrontare raggiungono livelli di attacco e salute molto alti.
Sono disponibili 4 missioni speciali: Strada verso il Labirinto, Labirinto delle Leggende, Reame delle Leggende e Abisso delle Leggende.

### Varianti
Periodicamente Kabam ripropone, col nome di “varianti”, delle rivisitazioni di missioni evento passate, con premi e difficoltà notevolmente incrementati per celebrare alcuni dei personaggi più iconici dell'Universo Marvel, come Magneto, Ant-Man e Ultron.

## Alleanze
All'interno del gioco è possibile far parte di un'alleanza, ovvero un gruppo composto da un massimo di 30 giocatori, e partecipare ad eventi riservati alle alleanze.
Di particolare importanza sono le Missioni Alleanza: i membri sono chiamati a dividersi in tre gruppi e a completare delle mappe di difficoltà variabile (sono disponibili sette livelli) scelte dal leader dell'alleanza; questo dovrà essere fatto per 5 giorni, e alla fine del ciclo l'alleanza verrà collocata in una classifica e riceverà dei premi, ottenendo della gloria, una valuta di gioco che permette di acquistare catalizzatori e pozioni di cura nel negozio.
Le alleanze possono inoltre scontrarsi tra di loro nelle guerre alleanza durante la stagione di guerra, ricevendo ulteriori premi; la classifica finale viene stilata dividendo le alleanze in fasce (Partecipazione, Pietra, Bronzo, Argento, Oro, Platino e Master) in base ai risultati ottenuti.

## Arena
Nel gioco non sono presenti battaglie pvp in tempo reale; tuttavia è possibile scontrarsi contro i personaggi di altri giocatori mossi dall'intelligenza artificiale nella modalità arena. Vincendo gli scontri il giocatore ottiene dei punti, con bonus in base alla serie di vittorie. Con i punti ottenuti può accedere a traguardi parziali e alla classifica assoluta: piazzandosi nei primi posti avrà l'occasione di vincere il personaggio in evidenza.

## Titoli
Con il secondo anniversario dell'uscita del gioco, nel dicembre 2016, Kabam ha introdotto dei titoli speciali che ogni giocatore può mostrare nel proprio profilo; all'inizio viene assegnato il titolo base di “Evocatore”, mentre altri titoli di diversa rarità possono essere sboccati completando missioni e obiettivi.

## Personaggi
All'interno del gioco i personaggi (chiamati "campioni") possono essere di diversa rarità; questa viene espressa in base al numero di stelle che il personaggio possiede, da un minimo di 1 ad un massimo di 7.
Tuttavia, non tutti i personaggi sono disponibili in tutte le rarità, e alcuni sono ottenibili solo attraverso le Arene o eventi/promozioni speciali, e non dai normali cristalli.
Inoltre, alcuni personaggi presenti come boss all'interno delle missioni, come la Fenice Nera, il Maestro, il Collezionista, il Gran Maestro o gli Adattoidi, non possono essere ottenuti in alcun modo.
Kabam ha creato in esclusiva per il gioco alcuni campioni, non presenti nei fumetti, come Guillotine, Re Groot, Civil Warrior, Ægon, Morningstar, Simbionte Supremo, Venom il Papero, Guillotine 2099, Strega Suprema e Tempesta (Piramide X).
Di seguito, la lista completa dei personaggi presenti all'interno del gioco (tra parentesi è riportata la classe di appartenenza).
- Abominio (Scientifico)
- Abominio (Immortale) (Scientifico)
- Absorbing Man (Mistico)
- Adam Warlock (Cosmico)
- Ægon (talento)
- Agente Venom (Talento)
- Air-Walker (Cosmico)
- America Chavez (Cosmico)
- Angela (Cosmico)
- Annihilus (Cosmico)
- Ant-Man (scientifico)
- Ant-Man 2099 (Tecnico)
- Anti-Venom (Scientifico)
- Apocalisse (Mutante)
- Arcangelo (Mutante)
- Attuma (Mutante)
- Avvoltoio (Tecnico)
- Barone Zemo (Talento)
- Bestia (Mutante)
- Bishop (Mutante)
- Black Bolt (Cosmico)
- Black Panther (Talento)
- Black Panther (Civil War) (Talento)
- Blade (Talento)
- Cable (Mutante)
- Calabrone (Tecnico)
- Campione (Cosmico)
- Capitan America (Scientifico)
- Capitan America (Infinity War) (Scientifico)
- Capitan America (II G.M.) (Scientifico)
- Capitan America (Sam Wilson) (Talento)
- Capitan Bretagna (Mutante)
- Capitan Marvel (Cosmico)
- Capitan Marvel (Classica) (Cosmico)
- Carnage (Cosmico)
- Ciclope (Team Blu) (Mutante)
- Ciclope (Nuova Scuola Xavier) (Mutante)
- Civil Warrior (Tecnico)
- Colosso (Mutante)
- Corvus Glaive (Cosmico)
- Cosa (Scientifico)
- Crossbones (Talento)
- Cull Obsidian (Cosmico)
- Daredevil (Classico) (Talento)
- Daredevil (Hell's Kitchen) (Talento)
- Darkhawk (Tecnico)
- Deadpool (Mutante)
- Deadpool (X-Force) (Mutante)
- Diablo (Mistico)
- Domino (Mutante)
- Donna Invisibile (Scientifico)
- Dormammu (Mistico)
- Dottor Destino (Mistico)
- Dottor Octopus (Tecnico)
- Dottor Strange (Mistico)
- Dottor Voodoo (Mistico)
- Dragoluna (Cosmico)
- Dragon Man (Mistico)
- Drax il Distruttore (Cosmico)
- Ebony Maw (mistico)
- Electro (Scientifico)
- Elektra (Talento)
- Elsa Bloodstone (Talento)
- Emma Frost (Mutante)
- Ercole (cosmico)
- Falcon (Talento)
- Fenice (Cosmico)
- Fenomeno (Mistico)
- Galan (Cosmico)
- Gambit (Mutante)
- Gamora (Cosmico)
- Gatta Nera (Talento)
- Ghost Rider (Mistico)
- Ghost Rider (Frank Castle) (Cosmico)
- Goldpool (Mutante)
- Gorr il macellatore di dei (Cosmico)
- Green Goblin (Tecnico)
- Groot (Cosmico)
- Guardian (Tecnico)
- Guillotine (Mistico)
- Guillotine 2099 (Tecnico)
- Gwenpool (Talento)
- Havok (Mutante)
- Heimdall (Cosmico)
- Hela (Cosmico)
- Hit-Monkey (Talento)
- Hood (Mistico)
- Howard il Papero (Tecnico)
- Hulk (Scientifico)
- Hulk (Immortale) (Scientifico)
- Hulk (Ragnarok) (Scientifico)
- Hulk Grigio (Scientifico)
- Hulk Rosso (Scientifico)
- Hulkbuster (Tecnico)
- Hulkling (Cosmico)
- Hyperion (Cosmico)
- Ikaris (Cosmico)
- Inarrestabile Colosso (Mistico)
- Iron Fist (Mistico)
- Iron Fist (Immortale) (Mistico)
- Iron Man (Tecnico)
- Iron Man (Infinity War) (Tecnico)
- Iron Man (Victor Von Doom) (Tecnico)
- Iron Patriot (Tecnico)
- Jabari Panther (Talento)
- Jessica Jones (Scientifico)
- Jubilee (Mutante)
- Kang il Conquistatore (Tecnico)
- Karnak (Talento)
- Killmonger (Talento)
- Kindred (Mistico)
- Kingpin (Talento)
- Knull (Cosmico)
- Korg (talento)
- Kraven il Cacciatore (Talento)
- Lady Deathstrike (Tecnico)
- Loki (Mistico)
- Longshot (Mutante)
- Luke Cage (Scientifico)
- Magik (Mistico)
- Magneto (Mutante)
- Magneto (House of X) (Mutante)
- Mangog (Mistico)
- Man-Thing (Mistico)
- Mantis (Cosmico)
- Masacre (Talento)
- Medusa (Cosmico)
- Mefisto (Mistico)
- Mister Fantastic (Scientifico)
- Mister Negative (Scientifico)
- Misty Knight (Talento)
- M.O.D.O.K. (scientifico)
- Mojo (mistico)
- Moon Knight (Talento)
- Moonstar (Mutante)
- Mordo (Mistico)
- Morningstar (Mistico)
- Ms. Marvel (Cosmico)
- Ms. Marvel (Kamala Khan) (Cosmico)
- Mysterio (Tecnico)
- Namor (Mutante)
- Nebula (Tecnico)
- Nick Fury (Talento)
- Night Thrasher (Talento)
- Nightcrawler (Mutante)
- Nimrod (Tecnico)
- Nova (Cosmico)
- Occhio di Falco (Talento)
- Occhio di Falco (Kate Bishop) (Talento)
- Odino (Cosmico)
- Omega Red (Mutante)
- Platinumpool (Mutante)
- Professor X (Mutante)
- Proxima Midnight (Cosmico)
- Psycho-Man (Tecnico)
- Psylocke (Mutante)
- Punitore (Talento)
- Punitore 2099 (Tecnico)
- Purgatorio (Mistico)
- Quake (scientifico)
- Quicksilver (Scientifico)
- Re Groot (Cosmico)
- Red Goblin (Cosmico)
- Red Guardian (Scientifico)
- Rhino (Scientifico)
- Rintrah (Mistico)
- Rocket Raccoon (Tecnico)
- Rogue (Mutante)
- Ronan l'accusatore (Cosmico)
- Ronin (Talento)
- Sabretooth (Mutante)
- Sasquatch (Mistico)
- Sauron (Scientifico)
- Scarlet Witch (Mistico)
- Scarlet Witch (Classica) (Mistico)
- Scorpion (Tecnico)
- Sentinella (Tecnico)
- Sentinella Omega (Tecnico)
- Sentry (Scientifico)
- Sersi (Cosmico)
- Shadowcat (Mutante)
- Shang-Chi (Talento)
- She-Hulk (Scientifico)
- Shocker (Tecnico)
- Shuri (Tecnico)
- Silk (Scientifico)
- Silver Centurion (Tecnico)
- Silver Surfer (Cosmico)
- Simbioide Evocato (Combinato)
- Simbionte Supremo (Mistico)
- Sinistro (Mutante)
- Soldato d'Inverno (Talento)
- Sorvegliante (Scientifico)
- SP//dr (Tecnico)
- Spettro (tecnico)
- Spider-Ham (Scientifico)
- Uomo Ragno 2099 (Scientifico)
- Uomo Ragno (Scientifico)
- Uomo Ragno (Miles Morales) (Scientifico)
- Spider-Man (Costume Stealth) (Talento)
- Spider-Man (Potenziamento Stark) (Tecnico)
- Spider-Man (Simbionte) (Cosmico)
- Spider-Man Supremo (Mistico)
- Spider-Woman (Gwen Stacy) (Scientifico)
- Spot (Scientifico)
- Squirrel Girl (Talento)
- Star-Lord (Tecnico)
- Stature (Tecnico)
- Strega Suprema (Mistico)
- Stryfe (Mutante)
- Sunspot (Mutante)
- Super-Skrull (Cosmico)
- Superior Iron Man (Tecnico)
- Taskmaster (Talento)
- Tempesta (Mutante)
- Tempesta (Piramide X) (Mutante)
- Terrax il Domatore (Cosmico)
- Teschio Rosso (Tecnico)
- Thanos (Cosmico)
- Thor (Cosmico)
- Thor (Jane Foster) (Mistico)
- Thor (Ragnarok) (Talento)
- Tigra (Mistico)
- Titania (Scientifico)
- Toad (Mutante)
- Torcia Umana (Scientifico)
- Ultron (Tecnico)
- Ultron (Classico) (Tecnico)
- Uomo Ghiaccio (Mutante)
- Uomo Sabbia (Scientifico)
- Uomo Talpa (Talento)
- Valchiria (Cosmico)
- Vecchio Logan (Mutante)
- Vedova Nera (Talento)
- Vedova Nera (Claire Voyant) (Mistico)
- Vedova Nera (Origini Mortali) (Talento)
- Venom (Cosmico)
- Venom il Papero (Cosmico)
- Venompool (Cosmico)
- Visione (Tecnico)
- Visione (Aarkus) (Cosmico)
- Visione (Age of Ultron) (Tecnico)
- Vivian (Tecnico)
- Void (Scientifico)
- War Machine (Tecnico)
- Warlock (Tecnico)
- Wasp (Tecnico)
- Wiccan (Mistico)
- Wolverine (Mutante)
- Wolverine (Arma X) (Mutante)
- Wolverine (X-23) (Mutante)
- Wong (Mistico)
- Yondu (Tecnico)

## Accoglienza
Come riportato da alcuni siti, come Metacritic, il gioco è stato accolto molto bene dalla critica, tanto da ricevere una nomination tra gli action game ai Webby Awards 2019. Tra gli utenti invece la critica più diffusa è quella di essere un gioco freemium, ovvero scaricabile gratuitamente dallo store, ma con grossi benefici per chi effettua acquisti in gioco. Inoltre, la necessità di avere accesso ad internet anche per poter progredire nella Storia viene vista come una limitazione da molti giocatori.